# Schermolijfwilg
De schermolijfwilg (Elaeagnus umbellata) is een plantensoort uit het geslacht Elaeagnus binnen de duindoornfamilie (Elaeagnaceae).

## Kenmerken
De schermolijfwilg is een vorstbestendige en robuuste, loofboom die tot 4 meter hoog kan worden met vaak stekelige takken.
De afwisselende, kort gesteelde, puntige tot stompe, omgekeerd eivormige tot elliptische of eivormige en volledig golvende bladeren zijn aan de bovenkant min of meer zilverachtig schilferig en aan de onderkant dicht zilverachtig schilferig.
De witte, geurige bloemen verschijnen in mei/juni axillair en individueel of tot zeven tegelijk. De gesteelde en viertallige bloemen zijn tweeslachtig met een enkelvoudige bloemkroon. De bloembeker is smal en buisvormig. De smal trechtervormige kelk met korte, driehoekige en uitspreidende slippen is aan de buitenkant zilverachtig schilferig. De rode, tot 1 centimeter lange, ronde tot ellipsoïde, enkelvoudige, zilverachtig schilferige steenvruchten zijn eetbaar, sappig, zoetzuur. Ze rijpen eind september en blijven tot november aan de takken hangen.
Het aantal chromosomen is 2n = 28.

## Verspreiding
De schermolijfwilg komt van nature voor in Afghanistan, Pakistan, India, Nepal, Bhutan, Korea, Japan, Taiwan en in de Chinese provincies Zhejiang, Hubei, Gansu, Jiangsu, Liaoning, Shanxi, Shandong, Shaanxi, Sichuan, Yunnan en Xizang. In Noord-Amerika en op Hawaï is het een neofyt. De schermolijfwilg kwam vanuit Azië naar Europa en wordt in Duitsland gekweekt als pioniersgewas of als sier- en nutsgewas. De plant is te vinden in tuinen, parken en langs wegen.

## Invasief
In de oorspronkelijke regio's van tropisch en gematigd Azië wordt E. umbellata niet als een invasieve soort beschouwd, maar in veel regio's in de wereld is hij invasief geworden in wilde en gecultiveerde gebieden, vooral in het oosten van de Verenigde Staten. In het begin van de 19e eeuw werd E. umbellata met opzet geïntroduceerd in de Verenigde Staten en het Verenigd Koninkrijk voor beschuttingsgordels, erosiebestrijding, terugwinning van woestenijen, leefgebieden voor wilde dieren en voor tuinen als sierplant. Tegen het einde van de 20e eeuw werd de struik een schadelijk onkruid en een invasieve soort in veel Amerikaanse staten, van de oostkust tot de centrale prairies, en verspreidde hij zich wijd over Europa.
Vanwege de aanzienlijke zaadproductie en het krachtige kiempotentieel dringt E. umbellata snel nieuwe gebieden binnen waar hij gemakkelijk kan uitgroeien na verbranden of snijden. Omdat E. umbellata-opstanden habitats zijn voor wilde dieren, zoals het bieden van voer en onderdak aan herten, broedplaatsen voor vogels en bessen als voedsel voor verschillende soorten, is het in delen van de Verenigde Staten aangeplant voor natuurbeheer.
In Europa heeft E. umbellata zich verspreid naar het Verenigd Koninkrijk, België, Frankrijk en Italië, maar is gekweekt in Nederland en Schotland. In sommige delen van Noord-Amerika, waar het naturaliseerde, wordt E. umbellata als een schadelijk onkruid beschouwd, vooral in het midden en noordoosten van de Verenigde Staten. In Canada is het een "verboden schadelijk onkruid" onder de Alberta Weed Control Act 2010.
Omdat het stikstof uit de lucht in zijn wortels vastlegt, kan E. umbellata krachtig en soms competitief groeien op onvruchtbare gronden. Het kan de beschikbare stikstof in de bodem vergroten en sommige nabijgelegen planten ten goede komen, en als het in boomgaarden wordt gekweekt, kan het de opbrengst van aangrenzende fruitbomen tot 10% verhogen. Het vermogen ervan om de bodemchemie te veranderen kan echter inheemse plantengemeenschappen ernstig veranderen of vernietigen.